# Ana María Dellai
Ana María Dellai Schneider (ur. 16 października 1929 w Kastelruth, zm. 15 lutego 1986 w Bariloche) – argentyńska narciarka alpejska, uczestniczka zimowych igrzysk olimpijskich 1952 rozgrywanych w Oslo.

## Osiągnięcia

### Igrzyska olimpijskie
| Miejsce | Dzień     | Rok  | Miejscowość | Konkurencja   | Czas biegu | Strata  | Zwyciężczyni         |
| ------- | --------- | ---- | ----------- | ------------- | ---------- | ------- | -------------------- |
| 31.     | 14 lutego | 1952 | Oslo        | Slalom gigant | 2:29,7 min | +22,9 s | Andrea Mead-Lawrence |
| 28.     | 17 lutego | 1952 | Oslo        | Zjazd         | 2:00,3 min | +13,2 s | Trude Jochum-Beiser  |
| 29.     | 20 lutego | 1952 | Oslo        | Slalom        | 2:29,7 min | +19,1 s | Andrea Mead-Lawrence |